# Gilda (deutsche Sängerin)
Gilda, bürgerlich Irene Sänger (* 26. November 1963 in Viersen), ist eine deutsche Schlagersängerin.

## Musikalische Karriere
Bekannt wurde die Schlagersängerin Gilda im Jahre 1985 mit dem Lied Der Film ist aus. Ihren bis heute größten Erfolg erzielte sie im Jahre 1986 mit den beiden Liedern Guten Morgen und Guten Abend. 1988 sang Gilda – zusammen mit Bernhard Brink – das Lied Komm ins Paradies. Im Duett erreichten sie mit diesem Lied den 3. Platz beim deutschen Vorentscheid Grand Prix Eurovision de la Chanson 1988. Zuletzt erschien 1989 die Single Soviel Liebe.

## Diskografie
- Der Film ist aus / Im Zentrum der Macht (1985, Polydor)
- Guten Morgen / Guten Abend (1986, Selected Sound)
- Komm ins Paradies (mit Bernhard Brink, 1988, Musicolor)
- Soviel Liebe / Heute Nacht (1989, Koch-Records International)